# Placa de Panamá

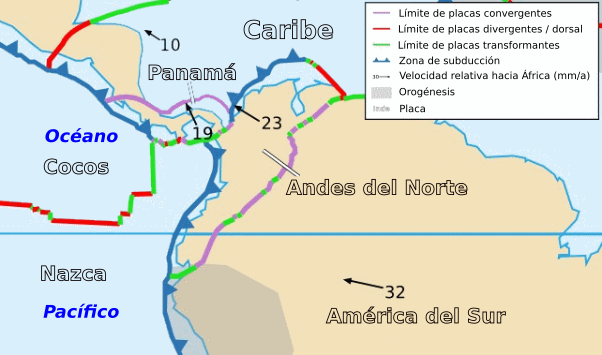
Mapa de la placa de Panamá y las placas vecinas

La placa de Panamá es una pequeña placa tectónica situada entre la placa de Cocos y la placa de Nazca en el sur y la placa del Caribe hacia el norte. La mayor parte de sus límites son bordes convergentes, incluyendo una zona de subducción en el oeste. Se compone, en su mayor parte, de las naciones de Panamá, Costa Rica y el occidente del Departamento del Chocó, en Colombia . La importancia de estas placas es que le dan biodiversidad a las especies aéreas.